# 五十嵐淳
五十嵐 淳（いがらし じゅん、1970年 - ）は、日本の建築家。五十嵐淳建築設計代表。
一級建築士資格所有。吉岡賞、日本建築家協会新人賞など受賞。

## 概要
- 北海道工業大学非常勤講師。
- 名古屋工業大学非常勤講師。(2009年度〜)

## 略歴
北海道生まれ。
- 1990年 北海道中央工学院専門学校建築工学科　卒業
- 1991-1995年 BEN建築設計事務所勤務
- 1996年 五十嵐淳建築設計　設立（26歳）
- 2009年 五十嵐淳建築設計SAPPOROoffice開設（39歳）
- 2010年 CASABELLA（イタリア）に作品掲載
- 2010年 五十嵐淳編著『五十嵐淳/状態の表示』（彰国社）　発刊

## 作品
| 名称                   | 年     | 所在地           | 国   | 状態     | 備考 |
| ---------------------- | ------ | ---------------- | ---- | -------- | ---- |
| 白い箱の集合体         | 1996年 | 北海道佐呂間町   | 日本 |          |      |
| 矩形の森               | 2000年 | 北海道佐呂間町   | 日本 |          | 0012 |
| 常呂土佐U邸            | 2001年 | 北海道北見市     | 日本 |          |      |
| 風の輪                 | 2003年 | 北海道北見市     | 日本 |          | 0309 |
| 空のヴォイド           | 2004年 | 北海道網走市     | 日本 |          | 0401 |
| トラス下の矩形         | 2004年 | 北海道佐呂間町   | 日本 |          | 0411 |
| ホロロ原野の直方体     | 2004年 | 北海道鶴居村     | 日本 |          |      |
| 大阪現代演劇祭仮設劇場 | 2005年 | 大阪市港区       | 日本 | 現存せず | 0504 |
| 白のコートハウス       | 2005年 | 北海道北見市     | 日本 |          | 0505 |
| Annex                  | 2005年 | 北海道佐呂間町   | 日本 |          | 0509 |
| Tea House              | 2006年 | 北海道佐呂間町   | 日本 |          | 0605 |
| 原野の回廊             | 2006年 | 北海道別海町     | 日本 |          | 0605 |
| room/set               | 2006年 | 北海道網走市     | 日本 |          | 0611 |
| ware house             | 2006年 | 北海道旭川市     | 日本 |          |      |
| 光の矩形               | 2007年 | 北海道札幌市     | 日本 |          | 0712 |
| 相間の谷               | 2008年 | 北海道河東郡     | 日本 |          | 0803 |
| 農の舎                 | 2008年 | 北海道常呂郡     | 日本 |          | 0805 |
| 間の門                 | 2008年 | 北海道常呂郡     | 日本 |          | 0808 |
| house o                | 2009年 | 北海道常呂郡     | 日本 |          | 0904 |
| 湘南の家               | 2009年 | 神奈川県茅ヶ崎市 | 日本 |          | 0906 |
| Signal Barn            | 2009年 | 北海道中富良野町 | 日本 |          | 0906 |
| house m                | 2009年 | 北海道旭川市     | 日本 |          | 0911 |
| ファーム富田／ 回廊    | 2010年 | 北海道中富良野町 | 日本 |          | 1004 |
| Small Atelier          | 2010年 | 北海道札幌市西区 | 日本 |          | 1007 |
| repository             | 2012年 | 北海道旭川市     | 日本 |          | 1203 |
| case                   | 2012年 | 北海道札幌市     | 日本 |          | 1203 |
| polyphonic             | 2012年 | 北海道常呂郡     | 日本 |          | 1209 |
| 集密の住居             | 2013年 | 北海道札幌市     | 日本 |          |      |
| 居所の階段             | 2014年 | 福島県いわき市   | 日本 |          |      |
| hat H                  | 2015年 | 北海道遠軽町     | 日本 |          |      |
| house D                | 2015年 | 北海道旭川市     | 日本 |          | 1503 |
| 大麻の勾家             | 2015年 | 北海道江別市     | 日本 |          | 1505 |
| 屋根と矩形             | 2016年 | 北海道苫小牧市   | 日本 |          | 1605 |
| 4つの矩形              | 2017年 | 福島県いわき市   | 日本 |          | 1708 |

## 主な受賞歴
- 1996年 日本建築学会北海道建築奨励賞受賞（26歳）
- 2003年 第19回吉岡賞（33歳）
- 2004年 第19回大阪現代演劇祭仮設劇場コンペ最優秀賞
- 2004年 JIA日本建築家協会北海道支部住宅部会新人賞
- 2004年 第3回カナダグリーンデザイン賞最優秀賞
- 2004年 第1回木質建築空間デザインコンテスト最優秀賞
- 2004年 第8回ウッドワン実施作品コンペ一般の部優秀賞受賞
- 2005年 THE INTERNATIONAL BIENNIAL ARCHITECTURE PRIZE "BARBARA CAPPOCHIN" 2005（イタリア）グランプリ
- 2005年 中之島新線駅企画デザインコンペ優秀賞
- 2005年 日本ディスプレイ産業賞優秀賞
- 2005年 ＪＣＤデザイン賞優秀賞
- 2005年 2005グッドデザイン賞
- 2006年 American Wood Design Awards 2006/ Best of Residential(アメリカ)グランプリ
- 2006年 AR AWARDS 2006 HONOURABLE MENTIONS (イギリス)
- 2006年 豊田市生涯学習センター逢妻交流館プロポーザルコンペ優秀賞
- 2006年 Ferrous Park International Architectural Competitionファイナル(アメリカ)
- 2007年 JIA日本建築家協会環境建築賞優秀賞
- 2007年 札幌一番街商店街活性化デザインコンテストグランプリ
- 2007年 Sapporo ADC コンペティション＆アワード銅賞
- 2009年 JIA日本建築家協会北海道支部住宅部会大賞
- 2010年 第21回日本建築家協会JIA新人賞（40歳）

## 主な作品掲載誌
- CASABELLA788（イタリア）　House O
- CasaBRUTUS -21世紀・日本の名作住宅 Vol.1-　トラス下の矩形/原野の回廊
- MARK MAGAZINE (オランダ）　house M/光の矩形/house O
- hinge (台湾)　プロジェクト
- AWM (オランダ)　house o
- domus914 (イタリア)　光の矩形
- domus931 (イタリア)　house O
- domus932（イタリア）　Signal Barn
- Pasajes. Diseno.09(スペイン) 　光の矩形
- Pasajes Diseno17(スペイン)　間の門
- METROPOLIS MAGAZINE(アメリカ)　間の門
- de architectura (ルーマニア）　数作品
- FRAME (オランダ)　house O
- MD（ブルガリア）
- GA HOUSES 95
- 新建築 「住宅特集」 2010年2月号　湘南の家
- 新建築2009年11月号　Signal Barn
- 新建築「住宅特集」2009年11月号　house O
- 現代日本の建築家 優秀建築選2005
- 日本の現代住宅 1985-2005
- 現代日本の建築家 優秀建築選2006